# Theresienspitalstiftung

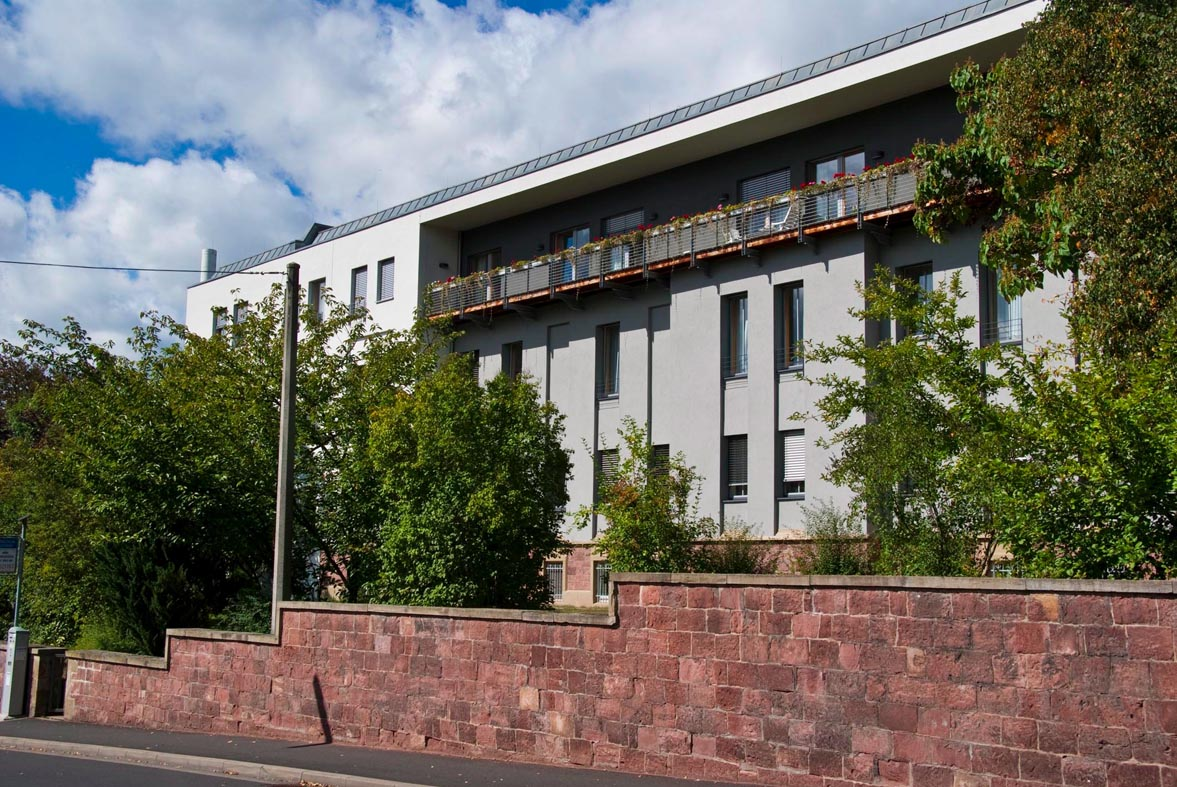
Das heutige Theresienstift in Bad Kissingen

Die Theresienspitalsstiftung ist eine Gründung der bayerischen Königin Therese. Hauptaufgabe der Stiftung ist der Betrieb eines Krankenhauses in der Stadt Bad Kissingen.

## Geschichte der Stiftung
1833 initiierte Königin Therese von Bayern den Bau eines Spitals in Bad Kissingen. Allerdings erst sechs Jahre später verfasste die Königin einen Erlass, der die Gründung der Stiftung erklärte. König Ludwig I. bestätigte diesen Erlass mit seiner Unterschrift. Ziel der Stiftung war es, kranken Angestellten und minderbemittelten Menschen in der Kurstadt einen Ort der Genesung zu bieten. Umgehend nach dieser Gründung entstand das erste Theresienspital in der Maxstraße Kreuzung Spitalgasse. Zu den frühen Förderern und Aktiven der Stiftung gehörte der Badearzt Johann Adam Maas.
Zwischen 1894 und 1895 entstand das neue Theresienkrankenhaus in der oberen Hälfte der Maxstraße. Dieses neue Krankenhaus wurde mehrmals umgebaut. In dieser Funktion wurde es bis zum Jahr 2003 betrieben. Die Strukturreformen im Gesundheitswesen führten dazu, dass die Immobilie an das Diakonische Werk verpachtet wurde. Seitdem wird dort ein Senioren- und Pflegeheim betreiben.

## Die Stiftung in der Gegenwart
Die Stiftung war bis zum Jahr 2003 die Trägerin des Theresienkrankenhauses in Bad Kissingen. Durch die Umwandlung des Krankenhauses ging der ursprüngliche Stiftungszweck verloren. Der Verwaltungsrat der Stiftung (der jeweilige katholische Stadtpfarrer, der Vorstand der Gemeindeverwaltung (heute Oberbürgermeister) und der Landgerichtsarzt (heute Leiter des Gesundheitsamtes des Landkreises)) beschloss deshalb eine Neuausrichtung der Stiftung. Seitdem unterstützt und fördert die Stiftung örtliche soziale Einrichtungen. Der Stiftungszweck ist klar auf das Stadtgebiet von Kissingen beschränkt. So wird Kinder- und Jugendarbeit genauso unterstützt wie Migrantenarbeit. Die lokale Drogenberatung und die Caritas erhalten ebenfalls regelmäßig Unterstützungen.